# Hemelum
Hemelum (Fries: Himmelum) is een dorp in de gemeente Súdwest-Fryslân, in de Nederlandse provincie Friesland. Hemelum ligt tussen Koudum en Bakhuizen in Gaasterland. Vanaf het meer Morra loopt een opvaart naar het dorp.
In 2023 telde het dorp 580 inwoners. Onder het postcodegebied van Hemelum valt de buurtschap Nijeburen. Tot de gemeentelijke herindeling in 1984 maakt Hemelum deel uit de gemeente Hemelumer Oldeferd. Daarna lag Hemelum tot 2011 in de voormalige gemeente Nijefurd, totdat deze opging in Súdwest-Fryslân.

## Geschiedenis
De plaats is ontstaan op een pleistocene dekzandrug. De vroegste informatie over Hemelum is uit 1180. Hemelum bezat een stins, enkele states, en vanaf de dertiende eeuw het Sint-Nicolaasklooster; een vrouwenklooster van de benedictijner orde. Later waren er behalve nonnen ook monniken gevestigd, afkomstig van het Sint-Odulphusklooster in Stavoren. Op de fundamenten van de oude kloosterkapel verrees in 1668 de kerk van het dorp.
In het begin van de dertiende eeuw werd de plaats vermeld als Hemelem, in 1290 als Hemlem, in 1318 als Hemelen, in 1328 als Hemlum en in 1579 als Hemlom. De plaatsnaam duidt vermoedelijk op een woonplaats (heem/um) van of bewoond door de persoon Hemele.
De bedrijvigheid in Hemelum was oorspronkelijk agrarisch. In 1896 werd door plaatselijke veehouders de Coöperatieve Stoomzuivelfabriek Hemelum opgericht. De fabriek was vanaf februari 1897 in bedrijf en was een belangrijke bron van werkgelegenheid voor het dorp. In 1970 moest de fabriek sluiten. Sinds 1974 is het pand in gebruik als watersportbedrijf, onder andere als zeilschool. Hemelum heeft een jachthaven aan de opvaart. In en rond het dorp vestigden zich meer toeristische bedrijven, waaronder een villapark.

## Kerken
De oudste kerk van het dorp is de Nicolaaskerk. Deze zaalkerk uit 1668 is gebouwd op de fundamenten van de oude kloosterkapel. In 1816 is de kerk en in 1896 de kerktoren met transept gewijzigd en vernieuwd. De kerk was oorspronkelijk gewijd aan Nicolaas van Myra.
Daarnaast is in het dorp nog een kerkklooster gevestigd; officieel het Russisch Orthodox Klooster genoemd. Het klooster is gevestigd in de voormalige gereformeerde kerk, die in 1889 werd gebouwd. Het klooster heeft de kerk sinds 1999 in gebruik.

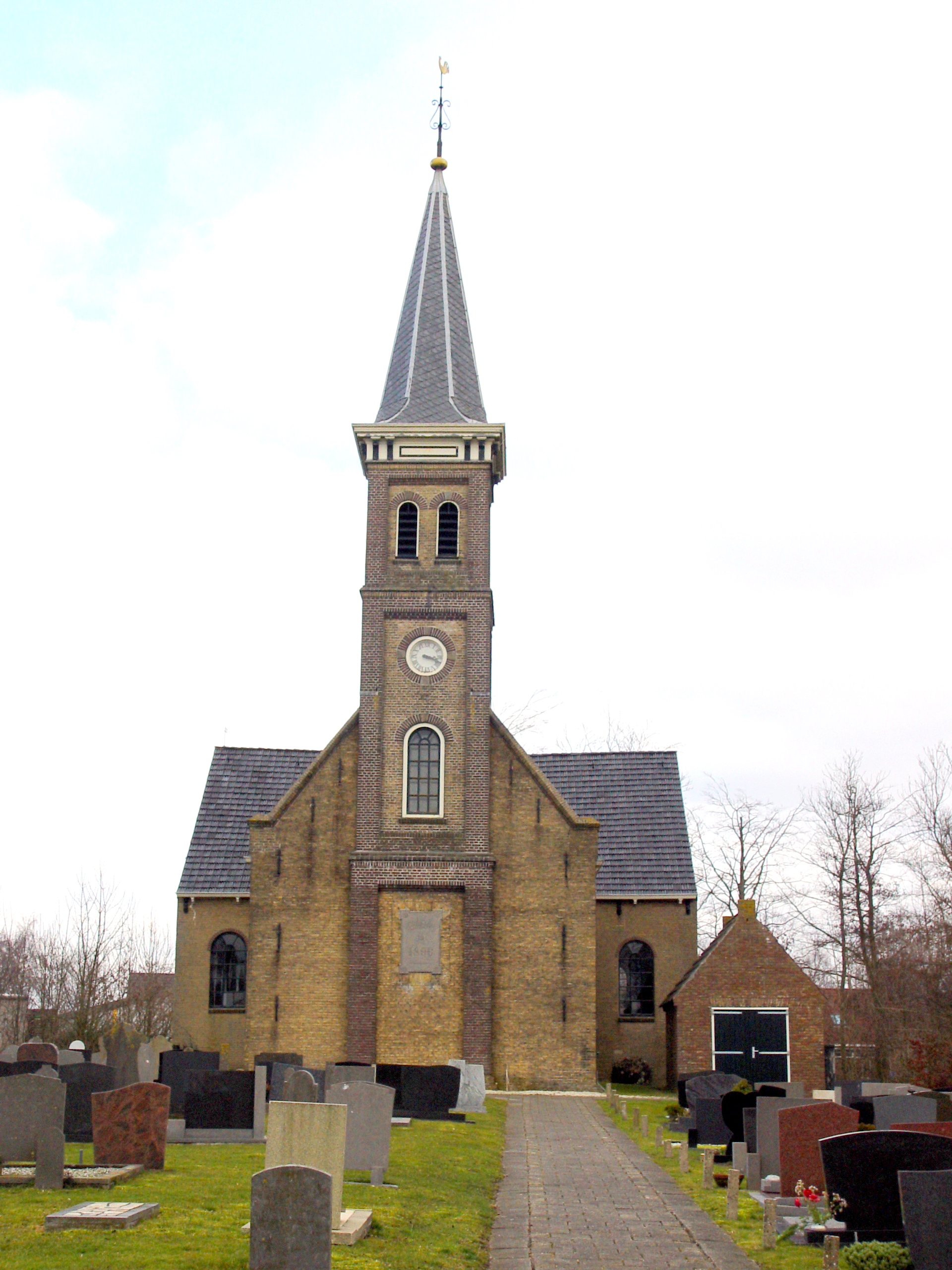
Nicolaaskerk
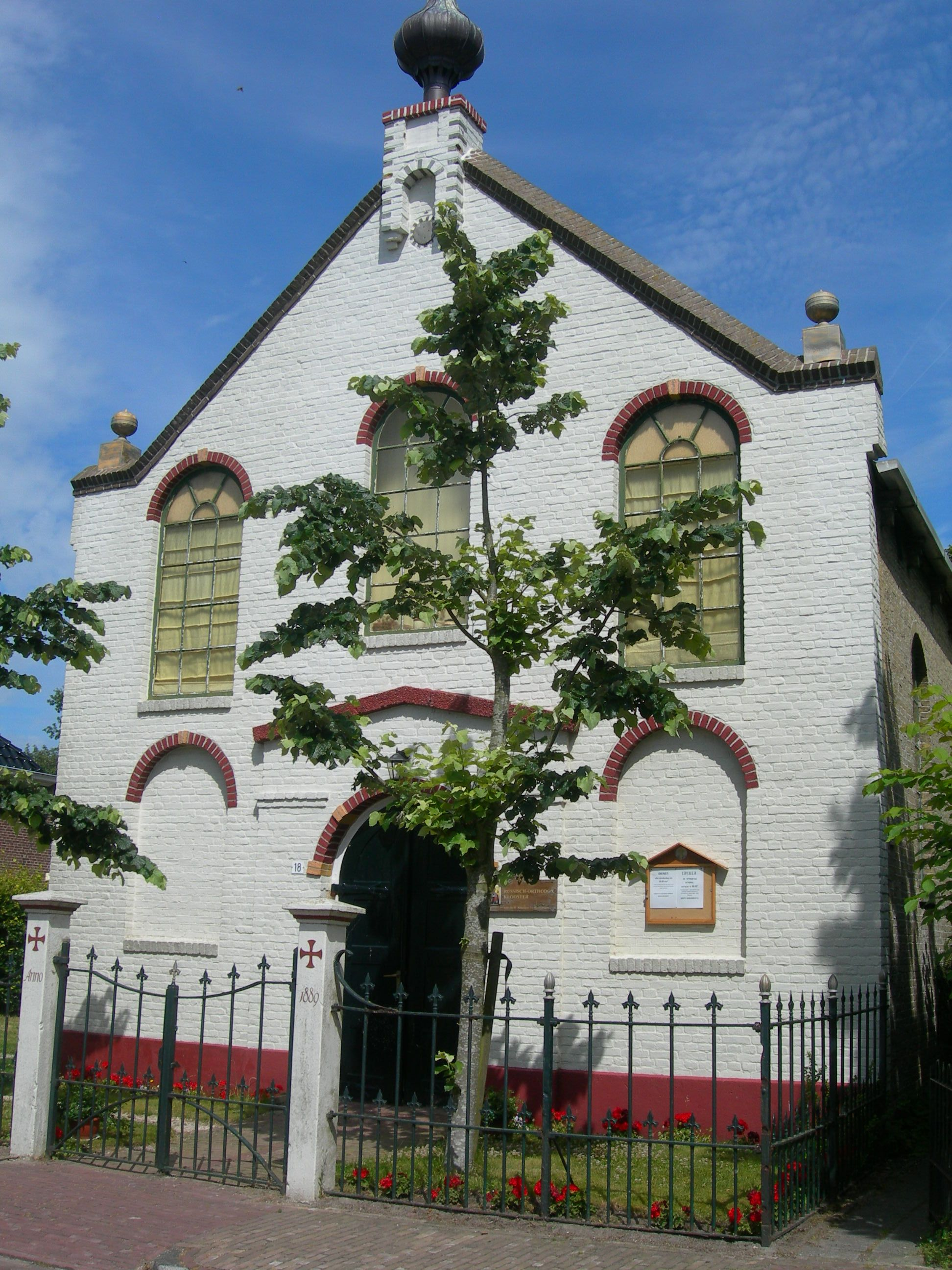
Russisch Orthodox Klooster

## Molen
Van 1855 tot 1984 stond de Vogelhoek ten oosten van Hemelum de Vogelhoeksmolen. Deze poldermolen werd in 1949 buiten gebruik genomen en werd in 1984 verplaatst naar het Zuiderzeemuseum in Enkhuizen.

## Sport
Naast de Watersportvereniging De Swaeikom en de zeilschool De Morra heeft het dorp een sloeproeivereniging Ceres, een biljartvereniging en een ijsclub.

## Cultuur
Het dorp heeft een toneelvereniging Nea Rest en een dorpskrant.

## Onderwijs
Het dorp heeft een basisschool, De Barte geheten.

## Geboren in Hemelum
- Jan Popkes van der Zee (1905), reclametekenaar en kunstschilder
- Liuwe Tamminga (1953-2021), organist en klavecinist
- Theunis Piersma (1958), bioloog, hoogleraar en onderzoeker

## Overleden
- Hans Oud (1919-1996), ingenieur, architect en publicist.
- Hans van den Doel (1937-2012), econoom en politicus